# Hurikán Florence (2000)
Hurikán Florence byl 10. bouří atlantické hurikánové sezóny 2000. Zformoval se 10. září a rozptýlil o 9 dní později. Do této doby to byl nesmrtonosnější hurikán sezóny, zabil celkem 3 lidi. Nejvyšší rychlost větru byla 130 km/h. Na obrázku vpravo vidíme hurikán nad Atlantikem, 3 dny po zformování. Jelikož působil pouze nad oceánem, nebyly zaznamenány větší škody.

## Postup
Prvních pár dnů se bouře téměř nepohybovala. Zformovala se jako porucha severovýchodně od Floridy. Postupovala západně až jihozápadně a zesílila na tropickou depresi. Tou ale byla jen krátce a z deprese se stala tropická bouře a větry přesahovaly rychlost 80 km/h. Bouře se stočila na severozápad a zesílila na hurikán 1. stupně. Postupně hurikán slábl a nabral směr jih už jako tropická bouře. Ta nijak neslábla a stočila se na jihovýchod, poté na východ a nakonec na severovýchod a zesílila opět na hurikán 1. stupně. Ten šel dále na severovýchod a rozptýlil se 19. září u Kanady jako tropická bouře.